# Школа № 459 (Москва)
Школа № 459 — московская школа. Была расположена на улице Смирновская, дом 1а, в настоящий момент на Подъёмной улице дом 2. 

## Общие сведения
Школа располагалась в старинном здании Старообрядческого богословского института на Рогожской заставе, построенного в 1914—1915 архитектором Ф. А. Ганешиным. Первым директором института был А. С. Рыбаков (отец известного историка академика Б. А. Рыбакова), председателем попечительского совета — С. П. Рябушинский. Как академия старообрядчества институт просуществовал до 1918 года, затем в здании начали работу общеобразовательные учреждения: мужская и женская школы, средняя общеобразовательная, неполная средняя.
В 1930 году школе был присвоен № 459,  она относилась тогда к Рогожско-Симоновскому району. В 1940-е годы школа вошла в состав Таганского района, в 1960 году реорганизована в восьмилетнюю школу. С 1987 года действовала как полная средняя школа, закрыта по решению прокуратуры в 2008 году, в 2013 году присоединена к школе № 1222 .
Прежнее здание школы (Смирновская, дом 1а) имеет статус выявленного объекта культурного наследия.

## Скандал на выборах
В 2012 году по итогам выборов президента России школа № 459 была включена Лигой избирателей в «чёрный список» организаций, в которых работали избирательные комиссии с зафиксированными нарушениями, повлиявшими на результаты голосования.